# Rock Dust Light Star
《Rock Dust Light Star》는 영국의 펑크 밴드 자미로콰이의 일곱 번째 스튜디오 음반이다. 이 음반은 2010년 11월 1일, 영국의 유니버설 뮤직/머큐리 레코드에 의해 발매되었고, 2012년 4월 24일, 미국의 이그제큐티브 뮤직 그룹에 의해 발매되었다.

## 배경
이 음반은 옥스퍼드셔주의 후크 엔드 매너와 태국의 카르마 스튜디오뿐만 아니라 버킹엄셔주의 자미로콰이 프런트맨 제이 케이의 홈 스튜디오에서 녹음되었다. 이 음반은 전적으로 밴드가 작곡하고 최초의 공동 작업자 찰리 러셀과 브래드 스펜스가 프로듀싱했다. 밴드는 새 음반의 음악 스타일이 펑크와 록에 더 중점을 둘 것이라고 밝혔다. 그러나 케이는 음반의 음색과 스타일을 묘사하기 어렵다고 주장했다. 2010년 10월 케이와 동료 밴드 멤버 데릭 매켄지, 솔라 아킹볼라, 맷 존슨, 폴 터너, 롭 해리스가 참여한 기자회견으로 음반 홍보가 시작되었다. 그들은 2011년에 있을 수 있는 월드 투어 계획에 대해 논의하기 전에, 그 음반을 홍보하기 위해 콜롬비아와 브라질에서 두 번의 콘서트를 열 것이라고 발표했다. 《데일리 텔레그래프》의 리뷰에서, 그 음반은 "독설적이고, 시적이고, 충실하고, 반성적이고, 영감을 준다"고 묘사했다. 이 음반을 위해, 케이는 로드 스튜어트, 록시 뮤직, 핑크 플로이드 그리고 롤링 스톤스로부터 "그들의 더 많은 록/디스코 단계에서" 영감을 받았다.

## 반응
| 전문가 평가          | 전문가 평가 |
| 평가 점수            | 평가 점수   |
| 출처                 | 점수        |
| -------------------- | ----------- |
| AllMusic             | [ 8 ]       |
| Consequence of Sound | B           |
| The Daily Telegraph  | [ 9 ]       |
| The Guardian         | [ 10 ]      |
| PopMatters           | 7/10        |
| musicOMH             | [ 12 ]      |
| Slant Magazine       | [ 13 ]      |
| Sputnikmusic (staff) | [ 14 ]      |
| The Times            | [ 15 ]      |

발매와 동시에, 이 음반은 영국 음반 차트에서 약 34,378장의 판매고를 올리며 7위로 데뷔했다. 2010년 12월 현재, 이 음반은 전 세계적으로 210,000장의 판매고를 올렸다. 2010년 12월 17일, 이 음반은 10만장의 판매고를 올린 것으로 영국에서 골드 인증을 받았다. 2011년 3월, 자미로콰이는 2011년 3월 18일, 취리히의 할렌스타디온에서 시작하여 2011년 4월 20일 글래스고의 SEC 센터에서 두 번의 공연으로 끝나는, 추측된 전 세계 투어 계획을 발표했다. 그리고 2011년 6월, 이 밴드의 웹사이트에서 6월과 7월의 또 다른 투어 날짜가 확인되었다.

## 곡 목록
| #   | 제목                                | 작사·작곡                                            | 재생 시간 |
| --- | ----------------------------------- | ---------------------------------------------------- | --------- |
| 1.  | 〈Rock Dust Light Star〉            | 제이 케이, 롭 해리스, 맷 존슨                        | 4:39      |
| 2.  | 〈White Knuckle Ride〉              | 케이, 존슨                                           | 3:33      |
| 3.  | 〈Smoke and Mirrors〉               | 케이, 존슨, 해리스                                   | 4:30      |
| 4.  | 〈All Good in the Hood〉            | 케이, 폴 터너, 해리스                                | 3:35      |
| 5.  | 〈Hurtin'〉                         | 케이, 해리스                                         | 4:15      |
| 6.  | 〈Blue Skies〉                      | 케이, 존슨                                           | 3:51      |
| 7.  | 〈Lifeline〉                        | 케이, 존슨, 해리스                                   | 4:39      |
| 8.  | 〈She's a Fast Persuader〉          | 데릭 매켄지, 케이, 존슨, 터너, 해리스, 솔라 아킹볼라 | 5:16      |
| 9.  | 〈Two Completely Different Things〉 | 케이, 해리스                                         | 4:25      |
| 10. | 〈Goodbye to My Dancer〉            | 케이, 존슨, 해리스                                   | 4:06      |
| 11. | 〈Never Gonna Be Another〉          | 케이, 존슨                                           | 4:08      |
| 12. | 〈Hey Floyd〉                       | 매켄지, 케이, 존슨, 터너, 아킹볼라                   | 5:09      |

## 인증
| 국가                                                  | 인증     | 판매량/출하량 |
| ----------------------------------------------------- | -------- | ------------- |
| 이탈리아 (FIMI)                                       | 플래티넘 | 60,000*       |
| 폴란드 (ZPAV)                                         | 골드     | 10,000*       |
| 포르투갈 (AFP)                                        | 플래티넘 | 20,000^       |
| 스위스 (IFPI 스위스)                                  | 골드     | 15,000^       |
| 영국 (BPI)                                            | 골드     | 100,000^      |
| *판매량을 기반으로 한 인증 ^출하량을 기반으로 한 인증 |          |               |